# Немачки хип-хоп
Немачки хип хоп (колоквијално дојчреп) односи се примарно на хип хоп музику насталу у Немачкој, али и ону немачких музичара или на немачком језику уопштено. Елементи америчке хип хоп културе, попут уметности графита и брејкденса, раширили су се у западну Европу почетком 1980-их.

## Историја

### Локализовано порекло
Према Дитмару Елфлајну и његовом периодичном часопису „Од Краута са ставовима до Турака са ставовима: Неки аспекти историје хип хопа у Немачкој”, хип хоп је у Немачкој настао ширењем из западних делова Немачке. „Главни регионални хип хоп центри били су Штутгарт, Брунсвик, Дортмунд, Хамбург, Хајделберг, Кил, Келн и западни Берлин.” Елфрин се слаже са његовом претходном тврдњом да је хип хоп почео у брејкденс форми, сугеришући да су се ови центри фокусирали на плесни изражај. Међутим, овај период хип хопа пре звучног система на крају је престао. Почетак хип хопа у Немачкој догодио се у западном Берлину. Према Едварду Ларкију и његовом часопису „Реп и хип хоп музика” (књига Силије Еплгејт под насловом Музика и немачки национални идентитет), филм Wild Style као и Beat Street у продукцији Харија Белафонтеа донели су амерички хип хоп у Западну Немачку. Западни Берлин је био почетна локација где је постојао и одакле је кренуо да се шири хип хоп у Немачкој.
У недавној студији коју је Џон Кларк извео на тему стилова супкултуре, он је сковао термин „реконтекстуализација” који се посебно односи на процес у којем се културни производи позајмљују или премештају из једног контекстуалног обора у други. У контексту немачког хип хопа, културни објекти који чине амерички хип хоп су „реконтекстуализовани” из америчког урбаног окружења у сличне мултиетничке заједнице имиграната у Немачкој. Даље, он објашњава да ови културни трансфери ретко намећу тачну репликацију. Уместо тога, културна размена подразумева културну прилагодбу или оно што неки социолози називају „локализацијом”. Овај процес је био окидач интригантних културних трансформација у случају претходно поменутих градова регионалних центара хип хопа, посебно међу омладинским имигрантима.

### Рани корени
Иако је израз гастарбајтер можда застарео или политички некоректан, утицај имигрантске заједнице у Немачкој је на више начина трајао. Једно од таквих подручја утицаја било је у развоју немачке хип хоп сцене. Културне музичке традиције из Турске, северне Африке, Марока и других земаља комбиноване су са утицајем Мреже Америчке снаге да се имигрантима да широк избор музике за рад, а AFN је створио музички дијалог у многим жанровима. Већ 1945. немачки музичари, попут џез легенде Гунтер Хампел, за надахнуће су употребљавали америчку музику пренесену преко AFN-а: „На радију AFN (American Forces Network) чуо сам Луја Армстронга. Нисам разумео ни реч коју он пева, али Луј ми прича. Допирао је равно до мене, жељног да упијем нови свет.” Баш као што је Хампел пронашао глас у Армстронговом џезу, и имигранти у Немачкој пронашли су глас у хип хопу. Слушајући завете уметника попут Африке Бамбате и Кеј-Ар-Ес Вана на радију и комуницирајући са афроамеричким војницима који су били стационирани у америчким базама у Немачкој, млади имигранти су почели да праве „спознају да је, као и код Афроамериканаца, и код њих ’посебан начин живљења [етницитета]’ који је захтевао свој локализовани и партикуларизовани начин изражавања”. Када су у каснијем делу века напајани видеима који су промовисали хип хоп моду, плес и графите, овај партикуларни начин изражавања коалирао се и постао хип хоп сцена позната данас у Немачкој.
Немачки хип хоп се такође може приписати утицају филмова који су настали у овом временском периоду. Најзначајнија су два поменута филма у која су изашла током 1980-их (Wild Style и Beat Street). Ова два филма баве се двема сукобљеним странама Немачке: западна је капиталистичка, а источна комунистичка. Немачки хип хоп много пута паралелно пореди црначку културу и амерички тип хип хопа. То је зато што су људи у то време живели у Немачкој на начин сличан животу у „гету” приказаном у филму Beat Street и генерално у Америци. Попут филма Лице са ожиљком у САД, Beat Street је представио Немцима екранизовану реалност о којој су лако могли да репују јер је имала везе са њиховом свакодневницом.

### 1995—2000
Ово је време када се много имиграната доселило у Немачку и сви су дошли са сопственом културом која је била контрастна немачкој.
Каракан се појавио на немачкој хип хоп сцени. Године 1991. Алпер Ага и Кабус Керим основали су групу у Нирнбергу у Немачкој. Ове године издали су прву реп песму на турском језику, под називом Bir yabancının hayatı (Живот странца). Две године касније издали су класичне нумере попут Cehenneme hoşgeldin (Добродошли у пакао) и контроверзни сингл Defol dazlak (објављен као макси). Биг Порно Ахмет придружио се групи као продуцент/битмејкер. Убрзо, успех Каракана проширио се и изван граница Немачке и група је почела да се све више препознаје на европској хип хоп сцени. Упознали су Џина-ија Себекеа (Да Крајм Пос) и Ерџи-Е-а. Заједно су основали легендарну групу CARTEL и издали компилацијски албум 1995. Године 1997. Каракан је коначно објавио свој први званични албум (Al Sana Karakan) и снимио два спота, што је означило значајну прекретницу турског хип хопа.
Вишејезична и мултинационална група T.C.A Microphone Mafia пример је „оријенталног хип хопа у немачкој дијаспори”. Они комбинују шпанску, италијанску, турску и немачку реп музику уз музику уживо и исечке традиционалне музике из свих поменутих земаља.

### 2000—данас
Данас је немачка хип хоп сцена одраз многих димензија које је Немачка представила у обједињеној слици Европе. Све, од старог „мигрантског хип хопа”, познатог под називом хип хоп из велике турске имигрантске популације, до група које се баве хумором, осликава портрет живописне и разнолике хип хоп заједнице у Немачкој.
Упркос уобичајеним предоџбама о опонашању америчког хип хоп стила из старе школе, као и покушају нове школе да се обрачуна са криминалом и насиљем, неки „олд-скулери” сматрају да је нова школа у ствари заборавила на своје корене. Присталице старе школе и не слажу се са природом недавне трансформације у немачком хип хопу. Стручњаци тврде да је немачка хип хоп сцена старе школе била „[...] музички и вокално оријентисана на америчке узоре. Риме су написане на енглеском; елементи фанка и соула доминирали су музичким структурама.”. Међутим, сами олд-скулери тврде да су „американизовани” немачки рап уметници из нове школе, па им недостаје аутентичност борбе гета у Западној Немачкој. Немачка стара школа признала је да постоје многе разлике између ситуације у Сједињеним Државама и ситуације у Немачкој и имала је за циљ да изрази концепт „реалности”, што значи „бити истински за себе”. За разлику од америчког хип хопа који изједначава „реалност” са „уличном веродостојношћу”, многи репови који су изашли из старошколског немачког хип хопа „баве се овим проблемом и одбацују неосновану имитацију америчког хип хопа као клишеје и као издају концепта реалности”. Штавише, за стару школу немачког хип хопа могло се сматрати да представља „критику Беле Америке” због свог моделовања према америчком хип хопу; међутим, олд-скулери оспоравају да се хип хоп у Немачкој односио на опресију људи у Немачкој. Један уметник старе школе, Ди-џеј катфастер, приговорио је: „Већина људи је заборавила да хип хоп функционише као вербално дело против насиља и опресије те на крају против гета, који је постао метафора за очајно стање нашег света.” Супротно покушајима хип хопа нове школе да пређе у мејнстрим популарну културу, стара школа је „замишљала и пропагирала хип хоп као андерграунд заједницу која је требало да се држи подаље и створи отпор мејнстрим култури да не би дошло до кооптације”.

### Немачки репери који су били на 1. позицији немачких чартова синглова 21. века
Мушкарци (порекло / позадина миграције):
- Азад (Иран, курдско)
- Мартерија (—)
- Кро (—)
- Сидо (—)
- Кеј Ван (Филипини, пола)
- Колега (Канада, отац)
- Фарид Бенг (Мароко/Шпанија)
- Бауза (—)
- Олексеш (Украјина/Белорусија)
- Капитал Бра (Русија/Украјина)
- Уфо361 (Турска)
- Бушидо (Тунис, пола)
- Самра (Либанон)
- Бонез ем-си (—)
- РАФ Камора (Италија/Швајцарска, из Аустрије)
- Гзуз (—)
- Ено (Турска, курдско)
- Лусијано (Мозамбик, пола)
- Третман (—)
- Гринго (Турска)
- Меро (Турска)
- Шинди (Грчка, пола)
- Кеј-си Ребел (Турска, курдско)
- Самер Џем (Турска)
- Калаж44 (Украјина)
- Нимо (Иран)
- Апач 207 (Турска)
- Зуна (Либанон)

Жене (порекло / позадина миграције):
- Намика (Мороццо)
- Јују (Мароко, пола)
- Ширин Давид (Иран/Литванија)
- Лоредана (Косово, из Швајцарске)
- Хава (Турска/Босна)

## Утицај медија
Дитмар Елфлајн у свом чланку „Од Краута са ставовима до Турака са ставовима: Неки аспекти историје хип хопа у Немачкој” пише да су хип хоп у Немачку донели медији. Он наводи да су „прве информације о доласку хип хопа у Немачку комунициране првенствено кроз филмове”. Медији су приказивали хип хоп не само као реп музику већ и као део „живописне уличне културе”. Он затим закључује у тој тачки да и медији помажу да се жанр комерцијално искористи.
Борис Хајмбергер се слаже са Елфлајном и пише у свом чланку „Хип хоп у Немачкој” да ова музика у Немачкој има сличан почетак као и у САД. Он указује да на хип хоп „снажно утиче прекоморска музика и филмови”. Упркос томе, Хајмбергер је закључио да је хип хоп преживео у андерграунду.